# Rimavské Brezovo
Rimavské Brezovo – wieś (obec) na Słowacji położona w kraju bańskobystrzyckim, w powiecie Rymawska Sobota. Pierwsze wzmianki o miejscowości pochodzą z roku 1334. 
Według danych z dnia 31 grudnia 2012, wieś zamieszkiwało 555 osób, w tym 276 kobiet i 279 mężczyzn.
W 2001 roku rozkład populacji względem narodowości i przynależności etnicznej wyglądał następująco:
- Słowacy – 92,07%
- Czesi – 0,77%
- Niemcy – 0,19%
- Romowie – 6,38%
- Węgrzy – 0,58%

Ze względu na wyznawaną religię struktura mieszkańców kształtowała się w 2001 roku następująco:
- Katolicy rzymscy – 58,22%
- Grekokatolicy – 1,16%
- Ewangelicy – 24,37%
- Ateiści – 15,86%
- Nie podano – 0,19%